# كوهه (جهاد)
كوهه (بالفارسية: کوهه دو) هي قرية تقع في إيران في قسم جهاد الريفي. يقدر عدد سكانها بـ 26 نسمة بحسب إحصاء 2016.